# Geluidstrilling
Geluidstrillingen zijn de trillingen van de atomen of moleculen van het medium waar het geluid zich in voortplant.
Deze trillingen treden op in dezelfde richting als die waarin het geluid zich voortplant. Geluid plant zich dus voort als een longitudinale golf, dit in tegenstelling tot licht of watergolven, die zich manifesteren als een transversale golf.
De geluidstrillingen die in de lucht optreden veroorzaken een trilling in het trommelvlies, die via het middenoor in het slakkenhuis terechtkomt, waarna het gehoord wordt als geluid.
De gekwantiseerde longitudinale trillingen die in vaste stoffen optreden bij zeer hoge frequenties worden fononen genoemd.